# 미국의 사형제

미국의 사형제도를 개별 주에서 사용하는 것을 보여주는 지도이다. 사형은 특정 연방 범죄에 대해 미국 전역에서 사용된다.
사형 존치주
사형 폐지주

미국은 사형제를 합법적으로 유지하고 있으며, 현재 28개주, 중앙 정부, 군대에서 이루어지고 있다. 자세한 내용은 아래와 같다.

## 개요
미국에는 사형 제도가 있는 주와 없는 주가 있으며, 1급 살인 등 흉악 범죄를 저지른 자를 대상으로 사형을 선고하며 집행한다. 사형 집행 방법은 약물주사형, 전기 사형, 총살형 등 집행 방식이 다양하다. 한 때 1972년부터 1976년까지는 미국 연방 대법원에서 사형을 위법으로 규정하기도 했다. 하지만 1976년 미국 연방 대법원에서 사형을 다시 합법으로 규정하여 현재까지 사형제가 유지되고있다.

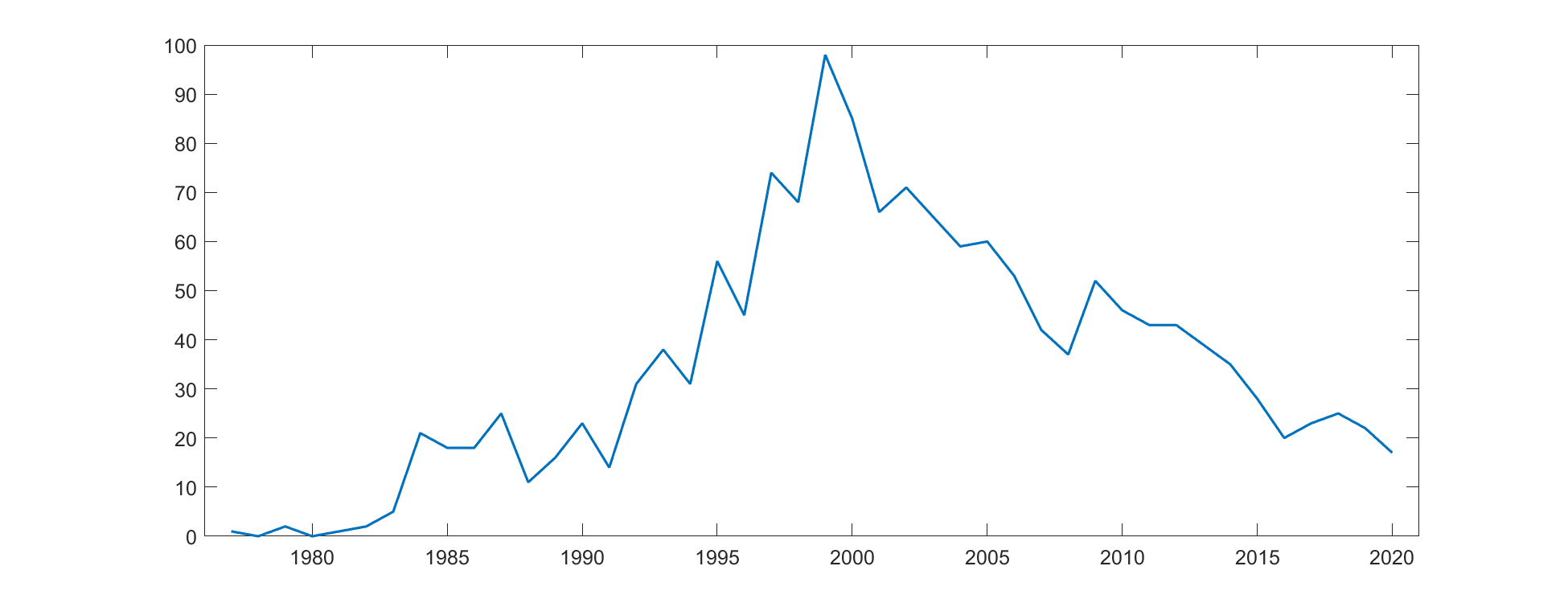
1977년부터 2020년까지 미국에서 사형 집행한 수

| 1977 | 1978 | 1979 | 1980 | 1981 | 1982 | 1983 | 1984 | 1985 | 1986 |
| ---- | ---- | ---- | ---- | ---- | ---- | ---- | ---- | ---- | ---- |
| 1    | 0    | 2    | 0    | 1    | 2    | 5    | 21   | 18   | 18   |
| 1987 | 1988 | 1989 | 1990 | 1991 | 1992 | 1993 | 1994 | 1995 | 1996 |
| 25   | 11   | 16   | 23   | 14   | 31   | 38   | 31   | 56   | 45   |
| 1997 | 1998 | 1999 | 2000 | 2001 | 2002 | 2003 | 2004 | 2005 | 2006 |
| 74   | 68   | 98   | 85   | 66   | 71   | 65   | 59   | 60   | 53   |
| 2007 | 2008 | 2009 | 2010 | 2011 | 2012 | 2013 | 2014 | 2015 | 2016 |
| 42   | 37   | 52   | 46   | 43   | 43   | 39   | 35   | 28   | 20   |
| 2017 | 2018 | 2019 | 2020 | 2021 | 2022 | 2023 | 2024 |      |      |
| 23   | 25   | 22   | 17   | 11   | 18   | 24   | 25   |      |      |

## 현황

### 사형제 유지 주
- 네바다주, 네브래스카주, 노스다코타주, 노스캐롤라이나주, 루이지애나주, 몬태나주, 미시시피주, 미주리주,  사우스다코타주, 사우스캐롤라이나주, 아이다호주, 아칸소주, 애리조나주, 앨라배마주, 오리건주, 오클라호마주, 오하이오주, 와이오밍주, 유타주, 인디애나주, 조지아주, 캔자스주, 캘리포니아주, 켄터키주, 테네시주, 텍사스주, 펜실베이니아주, 플로리다주로 총 28개 주에 사형제가 존재한다.

### 사형제 폐지 주
- 뉴멕시코주, 뉴저지주, 뉴햄프셔주, 델라웨어주, 로드아일랜드주, 메릴랜드주, 메인주, 미네소타주, 미시간주, 버몬트주, 아이오와주, 알래스카주, 웨스트버지니아주, 워싱턴주, 위스콘신주, 일리노이주, 코네티컷주, 콜로라도주, 하와이주 버지니아주로 총 20개 주에는 사형제가 없으며 뉴욕주와 매사추세츠주는 주법에서 사형을 위헌으로 규정하였다.

### 해외 속령
괌, 푸에르토리코, 미국령 버진아일랜드, 북마리아나 제도에는 사형제가 없으며 미국령 사모아에는 사형제가 존재하지만 1976년 이후에는 사형을 집행하지 않고 있다.

### 군인에 대한 사형
미군에게 사형을 집행할 때에는 총살형으로 집행하도록 규정되어 있다.